# Stilbopteryx albosetosa
Stilbopteryx albosetosa is een insect uit de familie van de mierenleeuwen (Myrmeleontidae), die tot de orde netvleugeligen (Neuroptera) behoort. 
Stilbopteryx albosetosa is voor het eerst wetenschappelijk beschreven door Riek in 1976.